# رد المحتار على الدر المختار
حاشية ابن عابدين (رد المحتار على الدر المختار) كتاب عبارة عن حاشية وموسوعة فقهية شاملة في فقه الإمام أبي حنيفة النعمان وهي على شرح العلامة علاء الدين الحصكفي على كتاب تنوير الأبصار للشيخ شمس الدين التمرتاشي الغزي الحنفي، وقد شرحه ابن عابدين شرحاً وافياً، تطرق فيه إلى شرح المفردات اللغوية، وجاء بالأدلة الشرعية من الآيات القرآنية والأحاديث النبوية وفصل آراء أصحاب المذهب وأقوالهم، والمعتمد في المذهب والظاهر فيه، كما أنه يأتي في بعض الأحيان على آراء المذاهب الباقية مع تحقيق لموضع الخلاف وتحرير المسائل، ولذا تعد هذه الحاشية من أفضل ما كتبه المتأخرون في فروع الحنفية. لما تمتاز به من التدقيق، والتخريج، وبيان الأحكام للمسائل التي ظهرت في العصور المتأخرة، ولاعتمادها على كتب الحنفية السابقة، واستفادتها مما فيها، واختيار الآراء الراجحة، مع الأدلة والتعليل.

## نبذة عن المؤلف
هو: محمد أمين بن عمر بن عبد العزيز المعروف بابن عابدين الدمشقي الحنفي، فقيه ومفتي الديار الشامية وإمام الحنفية في عصره. ولد في دمشق سنة (1198هـ) وتوفي بها سنة (1252هـ).

## وصلات خارجية
- رابطة العلماء السوريين: حاشية ابن عابدين في حلة جديدة - التعريف بطبعة جديدة للحاشية